# Lato roku 1942
Lato roku 1942 – amerykański dramat obyczajowy z 1971 roku.

## Główne role
- Jennifer O’Neill – Dorothy
- Gary Grimes – Hermie
- Jerry Houser – Oscy
- Christopher Norris – Miriam
- Katherine Allentuck – Aggie
- Oliver Conant – Benjie
- Robert Mulligan – narrator

## Nagrody i nominacje
Oscary za rok 1971
- Najlepsza muzyka w dramacie – Michel Legrand
- Najlepsze materiały do scenariusza i scenariusz oparte na faktach lub na materiałach nigdy wcześniej niepublikowanych – Herman Raucher (nominacja)
- Najlepsze zdjęcia – Robert Surtees (nominacja)
- Najlepszy montaż – Folmar Blangsted (nominacja)

Nagroda BAFTA 1971
- Nagroda im. Anthony’ego Asquita za najlepszą muzykę – Michel Legrand
- Najbardziej obiecujący pierwszoplanowy debiut aktorski – Gary Grimes (nominacja)

Złote Globy 1971
- Najlepszy dramat (nominacja)
- Najlepsza reżyseria – Robert Mulligan (nominacja)
- Najlepsza muzyka oryginalna – Michel Legrand (nominacja)
- Najbardziej obiecujący nowy aktor – Gary Grimes (nominacja)